# Mexiko (lom)
Mexiko (též zvaný Trestanecký lom, Deštivý lom, lom Schniloušák) je vápencový lom na území obce Mořina v okrese Beroun ve Středočeském kraji v Česku. Lidové názvy vycházejí z toho, že na dno lomu nikdy nesvítí slunce. Na dně se nachází jezero, které má rozlohu 0,17 ha. Je 80 m dlouhé a 30 m široké. Leží v nadmořské výšce 361 m.

## Historie

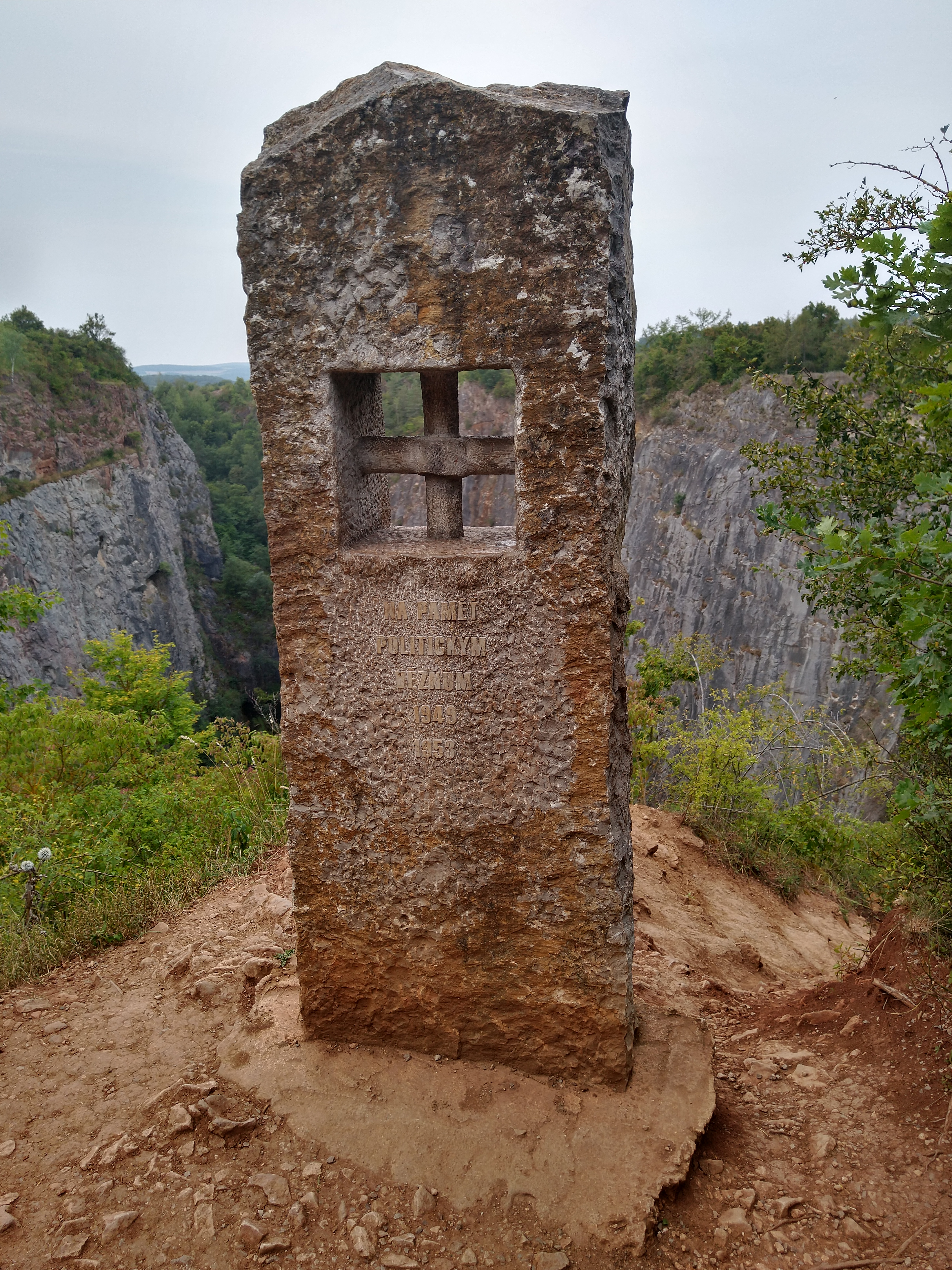
Památník politickým vězňům nad lomem Mexiko

V lomu za 2. světové války fungoval trestanecký pracovní tábor. V letech 1945–1946 zde byl pracovní tábor pro zajaté Němce. V roce 1949 zde vznikl trestní pracovní útvar Mořina, který byl jedním z 11 pracovních útvarů, které spravovala věznice Pankrác. Fungoval až do roku 1953. Byli sem posíláni trestanci za vážnější kázeňská provinění. V táboře se nacházely dvě ubytovny, technické zázemí a kuchyně. Bylo zde sedm hlubinných pracovišť a jedno povrchové pracoviště. Průměrný počet trestanců byl kolem osmdesáti. Průměrný pobyt zde byl dva týdny až tři měsíce a zpravidla končil odvozem do vězeňské nemocnice. Táborem prošlo na více než 1000 vězňů. Trestanci zde pracovali pro vápenku národního podniku Železnorudné doly Nučice. Do lomu byli posíláni i političtí vězni, kteří zde museli pracovat ve velmi tvrdých podmínkách. Denní norma byla velmi vysoká a vězni měli jen malou šanci normu naplnit. Kvůli extrémním podmínkám, které v táboře panovaly, jej političtí vězni komunistického režimu nazývají „Český Mauthausen“. Jediný komu se z tábora podařilo utéct byl Josef Fric (1918–1952). Bylo to 11. listopadu 1951. Fric byl krátce poté dopaden a popraven v Pankrácké věznici.
Po uzavření pracovního tábora těžební práce v lomu pokračovaly. Do roku 1963 se zde drtil vápenec vytěžený v nedalekém lomu Velká Amerika.
Na hraně lomu byl 30. června 2001 z iniciativy místopředsedy Konfederace politických vězňů Františka Šedivého vztyčen pomník na památku politických vězňů, který vytvořil sochař Petr Váňa.

## Okolí
Délka lomu je asi 300 metrů, šířka 100 m a hloubka 80 m. Nezatopené části dna jsou porostlé stromy a keři. Jezero se nachází v chráněné krajinné oblasti Český kras.

## Vodní režim
Jezero nemá povrchový přítok ani odtok. Leží na rozhraní povodí Bubovického a Budňanského potoka v povodí Berounky.

## Přístup
Pěšky po  žluté turistické značce:
- z Mořiny
- od dubu sedmi bratří